# Swan Hill Rural City
Koordinaten: 35° 20′ S, 143° 33′ O

Die Rural City of Swan Hill ist ein lokales Verwaltungsgebiet (LGA) im australischen Bundesstaat Victoria um die Stadt Swan Hill. Das Gebiet ist 6115,3 km² groß und hat etwa 20.600 Einwohner.
Die Landgemeinde Swan Hill liegt etwa 350 km entfernt von der Hauptstadt Melbourne an der Nordwestgrenze von Victoria und umfasst folgende Ortschaften: Lake Boga, Manangatang, Nyah, Nyah West, Piangil, Robinvale, Tresco, Ultima, Woorinen South und Swan Hill. Der Sitz des Rural City Councils befindet sich in der etwa 10.000 Einwohner zählenden Stadt Swan Hill im Südosten der LGA an der Grenze zu New South Wales.
Die landwirtschaftlich geprägte Region erhielt ihre Bedeutung durch den Flusshafen Swan Hill am Murray River. Sie ist ein bekanntes Weinanbaugebiet, daneben gehört Getreide zu den wichtigsten Anbauprodukten.
Durch den Fluss und seine Ausläufer ist das Gebiet auch für den Fischfang bekannt und auch ein touristisches Ziel für Angler und Wassersportler.

## Verwaltung
Der Swan Hill Rural City Council hat sieben Mitglieder, die von den Bewohnern der vier Wards gewählt werden. Je zwei Councillor kommen aus den Bezirken Castle Donnington, Murray-Mallee und Lakes Ward, einer aus Robinvale. Aus dem Kreis der Councillor rekrutiert sich auch der Mayor (Bürgermeister) des Councils.